# Polizeiruf 110: Verbrannte Spur
Verbrannte Spur ist ein deutscher Kriminalfilm von Heinz Seibert aus dem Jahr 1972. Der Fernsehfilm erschien als 4. Folge der Filmreihe Polizeiruf 110.

## Handlung
Im Haus des Medizinalrats Dr. Loewen brennt es. Nachbar Exner will den Brand löschen, als die Wohnungstür von innen aufgebrochen wird und ein Mann in Ledermontur an ihm vorbeirennt und flieht. Wenig später erscheinen Oberleutnant Peter Fuchs und Leutnant Vera Arndt, die die Ermittlungen aufnehmen. Das Ehepaar Loewen ist im Ausland im Urlaub, die Tochter Ulrike weilt mit ihrem wohlhabenden Freund Achim 150 Kilometer entfernt ebenfalls im Urlaub. Das Feuer wurde gelegt und hat vor allem im Erdgeschoss gewütet. Eine Grafiksammlung in einem Schrank scheint verbrannt zu sein. Die Ermittler vermuten in dem flüchtigen Mann schon bald Hanno Hecht, den Ex-Freund von Ulrike, die sich auf Drängen ihrer Mutter von ihm trennen musste. Hanno fährt Motorrad, seine Fahrtmontur findet sich mit Brandlöchern im Müll. Er wird festgenommen, bricht jedoch beim Verhör zusammen und kommt mit Blutvergiftung aufgrund von Schnittwunden ins Krankenhaus.
Bald kommen den Ermittlern Zweifel. Anscheinend wurde das Haus über das Badfenster betreten, das eingeschlagen ist. Einstiegsspuren finden sich jedoch nicht. Auch scheint es unwahrscheinlich, dass ein Einbrecher nicht den gleichen Weg zum Ausstieg wählt, sondern stattdessen eine verschlossene Tür eintritt. Dies scheint eher eine Panikreaktion gewesen zu sein. Im Krankenhaus sagt Hanno aus, dass Ulrike ihm einen Brief geschrieben habe, in dem sie ihn wie früher bat, nachts heimlich durch die Hintertür ins Haus zu kommen. Diese sei unverschlossen. Er sei am Abend tatsächlich ins Haus gekommen, als es plötzlich gebrannt habe. Die Hintertür sei nun verschlossen gewesen, sodass er von innen die Haustür aufgestoßen habe. Den Brief jedoch hat er nicht mehr.
Als in Berlin Teile der angeblich verbrannten Grafiksammlung auftauchen, steht die Polizei vor einem Rätsel. Sie verdächtigen nun Dr. Loewen des Versicherungsbetrugs, der jedoch zu sehr in seine Arbeit vertieft ist, als dass er zu den Vorwürfen wirklich Stellung nehmen will.
Plötzlich verschwindet Hanno aus dem Krankenhaus. Er fährt von einem Arbeitskollegen gedeckt nach Thüringen, wo Ulrike und Achim Urlaub gemacht haben, und stellt Ermittlungen vor Ort an. Er findet heraus, dass man an einem Abend per Anhalter vom Hotel zu Loewens Wohnung und zurück fahren könnte. Peter Fuchs erfährt, dass ein Milchtransporter Achim am Tatabend aus dem Hotel mitgenommen hat. Achim wiederum hat im Hotel auf einem Einzelzimmer bestanden und vor Ulrike behauptet, er habe Schlaftabletten genommen. Achim wird als Täter verhaftet. Er hat sich seinen Lebensstil unter anderem durch den Verkauf von gestohlenen Gemälden aus Dr. Loewens Sammlung finanziert. Um seine Spur zu verwischen, brannte er das Haus ab und lockte Hanno mit einem alten Liebesbrief Ulrikes in das Haus, um ihn in Verdacht zu bringen.

## Produktion
Verbrannte Spur wurde vom 6. Dezember 1971 bis 25. Januar 1972 unter dem Arbeitstitel Brandnacht unter anderem in Potsdam gedreht. Der Film erlebte am 27. Februar 1972 auf DFF 1 seine Fernsehpremiere. Die Kostüme des Films schuf Ruth Karge, die Filmbauten stammen von Klaus Poppitz.
Es war die vierte Folge der Filmreihe Polizeiruf 110. Oberleutnant Peter Fuchs und Leutnant Vera Arndt ermittelten in ihrem vierten gemeinsamen Fall. Es war dabei der erste Film, in dem sich beide duzten und mit Vornamen anredeten. Zudem wies der Film zahlreiche humoristische Momente auf, so schrieb Drehbuchautor Lucke sich selbst eine „komische Charge“ als Portier des Thüringer Hotels ins Drehbuch. Dessen Dialog mit Oberleutnant Peter Fuchs besitze Qualitäten einer Kabarettnummer, schrieb die Kritik und fasste zusammen: „Innerhalb eines halben Jahres hatten die Verantwortlichen für den ‚Polizeiruf‘ gelernt, daß der Fall nicht nur spannend, sondern sein Umfeld auch unterhaltsam sein muß, um die Zuschauer zu fesseln.“